# Боторка – Бухарест
Боторка – Бухарест – історичний газопровід у Румунії, котрий вперше з’єднав газові родовища Трансильванії із столицею Бухарестом.
Вперше блакитне паливо до Бухареста подали у 1943 році з родовищ, розташованих неподалік від румунської столиці в долині Прахова (саме тут знаходиться всесвітньо відомий центр нафтовидобутку Плоєшті). Втім, основні запаси природного газу Румунії знаходяться у Трансильванії, звідки того ж 1943 року почали прокладання трубопроводу до Бухаресту. Введення в дію цього першого магістрального трубопроводу країни відбулось у 1947-му.
Газопровід починався в районі Боторка та мав загальну довжину 295 км. Він складався із кількох ділянок, які відрізнялись діаметром використаних труб:
- 324 мм на відтинку довжиною 7 км від Боторки до Блежел;
- 273 мм на ділянці довжиною 65 км від Блежел до Калбор;
- 254 мм на найбільшому відтинку системи довжиною 104 км від Калбору до Сінаї у верхній частині долини річки Прахова (саме на цій ділянці трубопровід перетинав Карпати);
- 521 мм на відтинку траси довжиною 66 км, котрий спускався по долині Прахової від Сінаї до Манешті;
- 324 мм на ділянці довжиною 53 км від Манешті до Бухаресту.
В подальшому на тлі масштабної розробки родовищ центральної Румунії створили газотранспортний коридор Трансильванія – Бухарест.